# پادشاه دربه‌در
پادشاه دربه‌در (به تامیلی: Nadodi Mannan) یا پادشاه ولگرد فیلمی محصول سال ۱۹۵۸ و به کارگردانی ام.جی راچماندان است. در این فیلم بازیگرانی همچون ام.جی راچماندان، پی. اس. وراپا، ام.ان نامبیار، بانوماتی راماکریشنا، بی.سورجا دوی ایفای نقش کرده‌اند.